# Maú (planta)

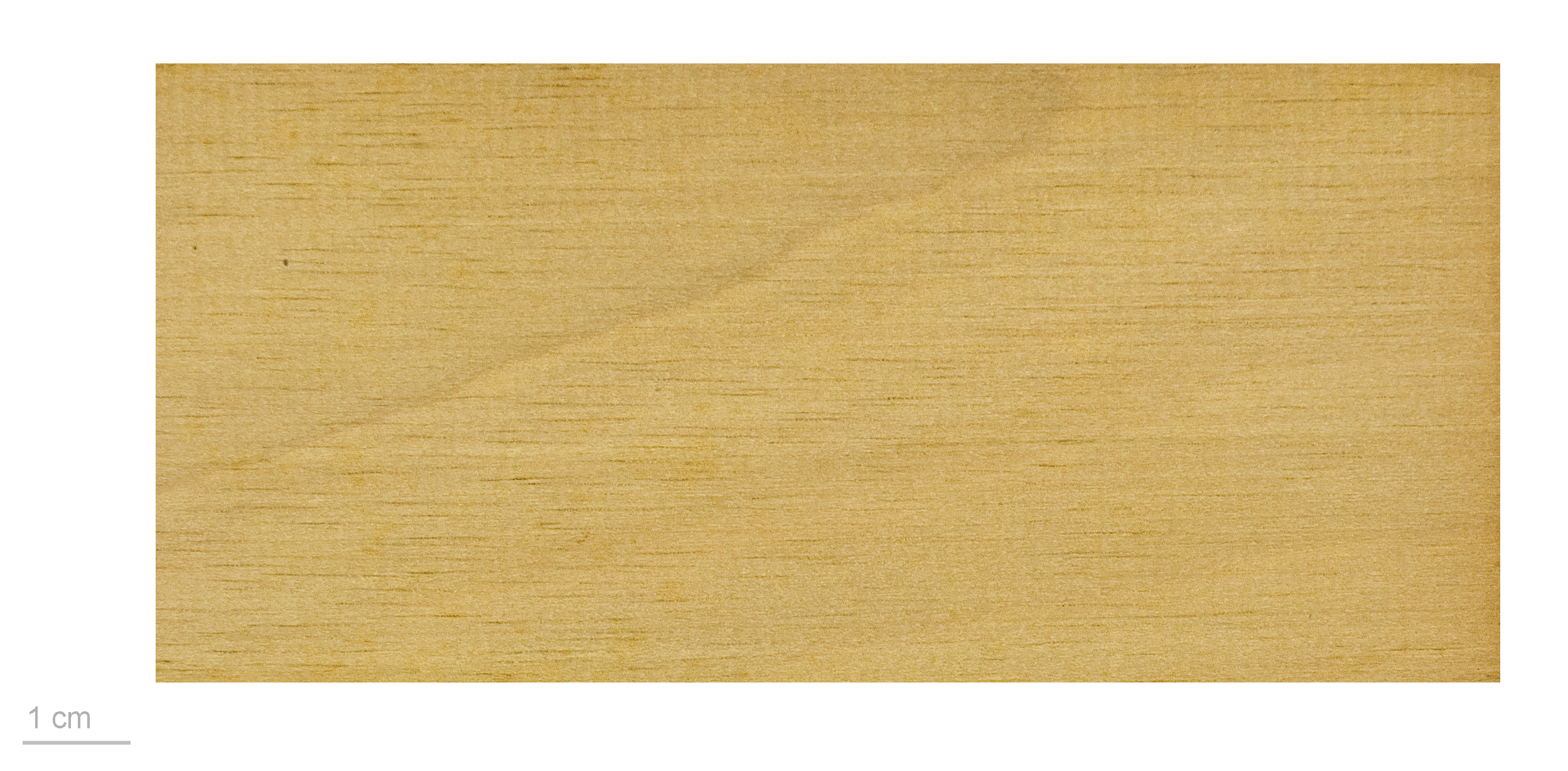
Couratari guianensis - MHNT

O maú (Couratari guianensis) é uma espécie de lenhosa da família Lecythidaceae.
Pode ser encontrada na América tropical (América Central e do sul), nos seguintes países: Brasil, Colômbia, Costa Rica, Guiana Francesa, Guiana, Panamá, Peru, Suriname e Venezuela.
Está ameaçada por perda de habitat.
A espécie possui madeira tida como de boa qualidade, folhas oblongas, flores róseas e pixídios pardacentos. Também é conhecida pelo nome de couratari.